# Caponina testacea
Caponina testacea är en spindelart som beskrevs av Simon 1891. Caponina testacea ingår i släktet Caponina och familjen Caponiidae. Inga underarter finns listade.